# Stuart Bell
Pour les articles homonymes, voir Bell.
Stuart Bell né le 16 mai 1938, High Spen (en), Durham, Angleterre et mort le 13 octobre 2012, Middlesbrough, North Yorkshire, est avocat, député britannique (House of Commons) et membre du gouvernement britannique.

## Parcours
Depuis 1997, il est responsable au Parlement britannique des rapports avec l'Église d'État. Membre du Parti travailliste depuis 1964, devenu conseiller de la Ville de Newcastle en 1981, puis député en 1983, il a été porte-parole pour l'Irlande du Nord de 1984 à 1987. Il a publié en 1981 Comment supprimer les Lords. Il a récemment pris parti pour l'euro dans Pathway to the Euro qu'il décrit comme « un guide factuel et donc un travail de référence » destiné à éclairer l'opinion sur la monnaie unique. Depuis 2004, il est membre du Conseil de surveillance de la Fondation pour l'innovation politique. Chevalier depuis 2006 dans l’Ordre de la Légion d'honneur, il est un Chevalier du Royaume-Uni.